# Spiridon Samaras
Spiridon Samaras, gr. Σπυρίδων Σαμάρας, wł. Spiro Samara, właśc. Spiridon Filiskos, gr. Σπυρίδων Φιλίσκος (ur. 17 listopada?/29 listopada 1861 na Korfu, zm. 25 marca?/7 kwietnia 1917 w Atenach) – grecki kompozytor.

## Życiorys
Początkowo uczył się na Korfu u Spiridona Ksindasa. Następnie studiował w konserwatorium w Atenach, gdzie jego nauczycielami byli Federico Bolognini, Angelo Mascheroni i Enrico Stancampiano. W 1882 roku wyjechał do Paryża, gdzie kształcił się w tamtejszym konserwatorium u Léo Delibesa i Jules’a Masseneta. W 1885 roku wyjechał do Włoch, w ciągu kolejnych lat z powodzeniem wystawiał swoje opery w Rzymie, Neapolu, Genui i Florencji. W 1911 roku wrócił do Grecji, ostatnie lata życia spędził w Atenach.
Należał do ostatnich przedstawicieli tzw. szkoły jońskiej w muzyce. Był pionierem greckiej opery werystycznej, jego twórczość zbliżona jest do dokonań Giacoma Pucciniego, Ruggera Leoncavalla i Pietra Mascagniego. Opera werystyczna Flora mirabilis z 1886 roku pod względem stylistycznym zbliżona jest do powstałej kilka lat później Rycerskości wieśniaczej Mascagniego. We wczesnych operach stosował podział na sceny, w późniejszych wprowadzał motywy przewodnie. W niektórych utworach sięgał po elementy greckiego folkloru muzycznego i tradycje muzyczne Bizancjum.

## Ważniejsze kompozycje
(na podstawie materiałów źródłowych)

### Opery
- Flora mirabilis (wyst. Mediolan 1886)
- Medgé (wyst. Rzym 1888)
- Lionella (wyst. Mediolan 1891, zach. fragment)
- La martire (wyst. Neapol 1894)
- La furia domata (wyst. Mediolan 1895, zaginiona)
- Storia d’amore (wyst. Mediolan 1903, wersja zrewid. pt. La biondinetta wyst. Gotha 1906)
- Mademoiselle de Belle-Isle (wyst. Genua 1905)
- Rea (wyst. Florencja 1908)

### Operetki
- Polemos en polemo  (wyst. Ateny 1915)
- I Pringipisa tis Sasonos (wyst. Ateny 1915)
- I Kritikopula (wyst. Ateny 1916)

### Utwory wokalno-instrumentalne
- Epinikia  na głos i orkiestrę (1914)
- Olimbiakos imnos (Hymn olimpijski) na chór i orkiestrę (1896)
- Aspasmos pros tin mitera Elada na chór i orkiestrę (1914)

### Utwory kameralne
- Chitarrata na gitarę, mandolinę i zespół kameralny (1885)
- Sonata na skrzypce i fortepian (1882, zaginiona)

### Utwory fortepianowe
- 6 serenad (1903)
- Danse espagnole, Valse lente, Danse monotone (1904)